# Cordillera Azanaques
La Cordillera Azanaques es un segmento de la Cordillera Central en la alta montaña de los Andes de Bolivia.
La Cordillera Azanaques se extiende aproximadamente 150 km en dirección norte-sur desde los 17° 40' hasta los 19° 25' latitud sur, de Oruro al lago Poopó, y de ahí va hacia el Oeste hasta limitar con el río Desaguadero. Sus cumbres más elevadas son Negro Pabellón (5383 m s. n. m.), El Toro (5200 m s. n. m.) y el Cerro Azanaques (5133 m s. n. m.).
Las montañas rocosas de Azanaques son ricas en minerales como el estaño, la plata, el plomo, el antimonio, el zinc y el bismuto.

## Ubicación y extensión
Esta cordillera se extiende aproximadamente 150 km en dirección norte-sur desde los 17° 40′ hasta los 19° 25′ latitud sur, de Oruro al lago Poopó, y de ahí va hacia el Oeste hasta limitar con el río Desaguadero, en la región de Potosí.

## Cumbres
Sus cumbres más elevadas son Negro Pabellón con 5 383 m s. n. m., El Toro con 5 200 m s. n. m. y el Cerro Azanaques con 5 133 m s. n. m..

## Minerales
La gran formación rocosa de los Azanaques contiene yacimientos minerales de altísima importancia para el país y en ella se encuentran varias de las minas más ricas productoras de estaño, plata, plomo, antimonio, zinc y bismuto.